# Joachim Hofmann (Regisseur)

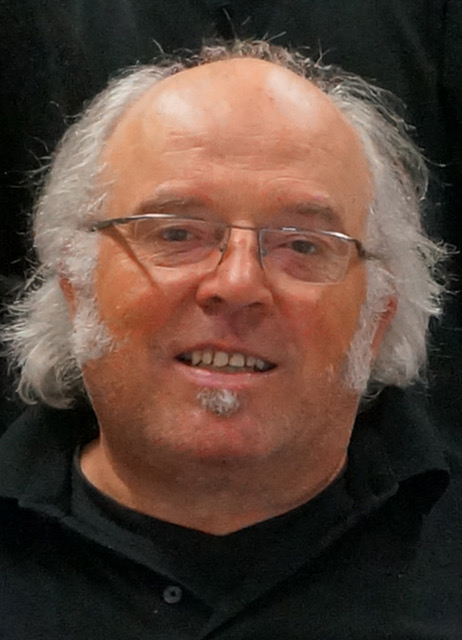
Joachim Hofmann (2014)

Joachim Hofmann (geboren 1951 in Hof (Saale)) ist freier Filmregisseur, Kameramann und Produzent.

## Leben
Hofmann studierte ab 1983 Freie Kunst, Malerei, Grafik, Film an der Hochschule für Künste (HFK) Bremen. Er machte 1989 seinen Diplom-Abschluss.
Seine Filmografie umfasst über 80 Kurz- und Dokumentarfilme sowie Features, u. a. für NDR und WDR und Radio Bremen.
Die „Fehrfeld Studios zur Verbreitung cinematografischer Energie“, das „Very fast Filmfestival“, „X.screen“ (HFK Bremen) und das „Perforierte Partikel Projektions Projekt“ zählen zu den Projekten, die Hofmann ins Leben rief.
Seit 1985 ist er Dozent und Gastprofessor an der HFK, der International Academy of Arts und der Wilhelm Wagenfeld FOS für Gestaltung. Er hatte Workshops und Ausstellungen im Bereich Bewegtbild und expanded cinema.
Hofmann ist Mitglied des Filmbüro Bremen e.V. und lebt in Bremen. Die Filme 3 tiny poems sowie das Lokomotivenkomplott bestritten mit dem Tourneeprogrammen des Goethe Instituts internationale Aufführungen. Kurzfilme wie die Die 7.Schwangerschaft, oder wenn die Erde weint erhielten Auszeichnungen und erste Preise auf nationalen und internationalen Festivals. The Polar Caps of Memory, zu dem Michael Augustin den Text geliefert hat, lief weltweit auf zahlreichen Filmfesten, zuletzt 2024 bei den Poetryfilmfesttagen in Weimar.

## Filmographie Buch Regie Kamera Schnitt (Auszug)
- First cut, 23 min, 1984,16mm, bw, sound, OV, DE
- Kehrwieder – 16mm Farbe 20 Min. 1985
- Wenn die Erde weint, 17 min | 1988 16mm | bw | sound | OV | DE
- Das Lokomotivenkomplott, 3 min, 1989,16mm, bw, sound, OV, DE
- Der schicksalshafte Kiosk 16mm s/w 3Min. 1989
- Hafenpiraten 1 mit Ali Eichelbach, 10 min, 1989, 16mm, bw, sound, OV, DE
- Die 7. Schwangerschaft, 33 min, 1989, 16mm, bw, sound, OV, DE
- Push me before I fall, it Patschinko Fake -3 min, 1991, 16mm, bw, sound, OV | DE
- Misery Musicclip 16mm Farbe 1991
- Crash Landing Musikclip 16mm s/w 1991
- Ten tiny Poems – 16mm s/w 1993
- Der Arbeitsladen (the workshop),mit Ali Eichelbach / A.Lutter u. a., 3 min, 1993, 16mm, bw, sound, OV, DE
- Cutty sark 95 Dokumentation 60 Min/Farbe 1995
- Auf der Suche nach einem Unbekannten, 30 min, 1995, 16mm, bw, sound, OV, DE
- 3 tiny poems, 10 min, 1996 16mm, bw, sound, OV, DE
- Wettstreit unter weissen Segeln Dokumentation 45 Min. NDR 1997
- Sielwalloop Filminstallation 60 Min. Focke Museum Bremen 2000
- Eastbound Surprise Dokumentation Tibet/Nepal/Indien 60 Min 2001
- Fehrfeld Orientals Filminstallation 6o Min 2002
- Der Mann der Zuhause blieb s/w 1 Min. 2003
- Ocean poems mit R.Kirschbaum Sabine v. Lessen -Kooperative Gedichtverfilmung Farbe S/W 10 Min 2004
- Way out – Experimentalfilm 5 Min. 2007
- Tunes from Exile Experimentalfilm 4 Min. 2008
- The heart of Brake – Experimentalfilm 5 Min. 2008
- Moonsick – Experimentalfilm 2 Min. 2010
- Sonidos perdidos – 4 min. 2012
- 3 Farben der Nacht mit R.Kirschbaum, Sabine v. Lessen – kooperative Gedichtverfilmung 8 Min. 2013
- Lob der Faulheit – Gedicht Stefan Heyer, Kooperative Gedichtverfilmung 2 min, 2019, HD, Farbe
- Polkappen der Erinnerung, Gedicht Michael Augustin kooperative Gedichtverfilmung 2 min, 2021
- Mitarbeit an Filmen von: Klaus Telscher, Claudia Schillinger, Oliver Becker, Radka Stanjek, Ralf Schauwacker, Andreas Lutter, Ramona Simon, Willy Burger, John Dennis